# هنري واتسون كينت
هنري واتسون كينت (بالإنجليزية: Henry Watson Kent)‏ هو محرر وأمين مكتبة أمريكي، ولد في 1866، وتوفي في 1948.